# Lepoglavec
 Lepoglavec  falu Horvátországban Krapina-Zagorje megyében. Közigazgatásilag Klanjechez tartozik.

## Fekvése
Zágrábtól 34 km-re északnyugatra, községközpontjától  1 km-re délnyugatra, a Horvát Zagorje területén, a Szutla völgyében a megye délnyugati részén a szlovén határ mellett fekszik.

## Története
1857-ben 65, 1910-ben 124 lakosa volt. Trianonig Varasd vármegye Klanjeci járásához tartozott.  2001-ben 166 lakosa volt.

## Külső hivatkozások
- Klanjec város hivatalos oldala
- Klanjec város információs portálja